# Odontopera nigra
Odontopera nigra là một loài bướm đêm trong họ Geometridae.